# District militaire d'Extrême-Orient
Le district militaire d'Extrême-Orient (russe : Дальневосточный военный округ; Dalʹnevostochnyĭ voennyĭ okrug) était un district militaire des forces armées de la fédération de Russie. En 2010, il a fusionné avec la flotte du Pacifique et une partie du district militaire de Sibérie pour former le nouveau district militaire est.

## Après 1945
Le district d'Extrême-Orient est créé par ordre du 10 septembre 1945, à partir du 2e front d'Extrême-Orient.
Dans les années 1980, le district est composé des unités suivantes :
- État-major à Khabarovsk
- 5e armée combinée
- 15e armée combinée
- 35e armée combinée
- 51e armée combinée
- 25e corps d'armée (en)
- 43e corps d'armée (en)
- 14e brigade Spetsnaz du GRU à Oussouriïsk
- 13e brigade d'assaut aérien à Magdagatchi (en)
- 27e division école de chars à Zavitinsk
- 121e division école de fusiliers motorisés (en) à Monastiritché (ru)
- 129e division école de fusiliers motorisés (ru) à Khabarovsk
- 15e division d'artillerie de la Garde à Oussouriïsk
- 56e division de chars de réserve (cadre de mobilisation) à Zavitinsk
- 57e division de chars de réserve (cadre de mobilisation) à Blagovechtchensk
- 72e division de chars de réserve (cadre de mobilisation) à Varfolomeïevka (en)
- 194e division de fusiliers motorisés (cadre de mobilisation) à Svobodny
- 262e division école de fusiliers motorisés (cadre de mobilisation) à Svobodny
- 263e division école de fusiliers motorisés (cadre de mobilisation) à Knaze-Volkonskoé (de)
- 264e division école de fusiliers motorisés (cadre de mobilisation) à Oussouriïsk
- 271e division de fusiliers motorisés (cadre de mobilisation) à Belogorsk
- 278e division de fusiliers motorisés (cadre de mobilisation) à Fevralsk (en)
- 246e division de sécurité arrière (cadre de mobilisation) à Khabarovsk
- 273e division de sécurité arrière (cadre de mobilisation) à Tchegdomyne